# 南風車星系
M83或梅西耶83，也稱為南風車星系或NGC 5236，是位於長蛇座，靠近半人馬座邊界的一個棒旋星系，距離太陽系大約1,500萬光年。尼可拉·路易·拉卡伊於1752年2月23日在非洲的好望角發現了M83。梅西耶將它加入於1781年3月出版的梅西耶天體的第83個天體。它是使用雙筒望遠鏡可見，天空中最亮和最近的棒旋星系之一。其南風車星系的暱稱源於它與北天大熊座風車星系（M101）的相似性。

## 特徵
M83是一個宏觀螺旋星系，在熱拉爾·佛科留斯的星系型態分類系統的類型是SAB(s)c，此處的SAB表示微弱的棒狀帶有螺旋的中間螺旋星系，(s)表示沒有環的單純螺旋，c表示螺旋臂的纏繞鬆散。位在M83附近的矮星系NGC 5253是一個奇特的星系，這兩者在過去十億年間的交互作用，導致在其中心區域成為活躍的星暴區域。
M83的恆星形成率，如同密度波理論的預測，在沿著螺旋臂的前緣較高。2008年4月16日，NASA的星系演化探測器（GALEX）報告說，在該星系的外緣，距離中心20 kpc處，發現大量的新恆星。然而，迄今人們仍認為該處缺恆星形成所需要的材料。

### 超新星
在M83中已經觀察到6顆超新星：SN 1923A、SN 1945B、SN 1950B、SN 1957D、SN 1968L和SN 1983N。

## 環境
M83位於附近的星系集團內的兩個子集團，半人马座 A/M83星系团之一的中心  半人馬座A位於另一個子集團的中心，這兩個子集團經常合而為一，但有時也會一分為二。然而，圍繞半人馬座A的星系和M83周圍的星系，在物理上彼此接近，但彼此之間似乎沒有相對的運動。

## 外部連結
- WikiSky上关于南風車星系的内容：DSS2, SDSS, GALEX, IRAS, 氢α, X射线, 天文照片, 天图, 文章和图片
- ESO Photo Release eso0136, An Infrared Portrait of the Barred Spiral Galaxy Messier 83（页面存档备份，存于）
- M83, SEDS Messier pages（页面存档备份，存于）
- Spiral Galaxy Messier 83 at the astro-photography site of Takayuki Yoshida（页面存档备份，存于）
- M83 The Southern Pinwheel
- X-rays Discovered From Young Supernova Remnant（页面存档备份，存于） (SN 1957D)
- Bauer, Amanda; Haese, Paul. . Deep Sky Videos. Brady Haran.   [2020-06-16]. （原始内容存档于2020-01-07）.
- Messier 83 (Southern Pinwheel Galaxy) at Constellation Guide（页面存档备份，存于）